# Corredor Norte
Pour les articles homonymes, voir Corredor.
Le Corredor Norte, odonyme espagnol signifiant littéralement en français « Couloir Nord », est une voie rapide du Panama permettant la traversée de la capitale Panama entre le district de Balboa et le secteur de l'aéroport international de Tocumen par l'intérieur des terres contrairement au Corredor Sur qui emprunte le littoral.